# OA vz.30
OA vz.30（30年式装甲車）は、戦間期にチェコスロバキアのタトラ社で作られた6輪の軽装輪装甲車である。チェコ解体後、主にスロバキア軍の装備として、第二次世界大戦で使われた。

## 概要
チェコスロバキア、タトラ社製の軽トラック／コマンド・カー、タトラ72のシャーシをベースに開発された。1933年から1934年にかけて、51両が生産され、チェコスロバキア軍に配備された。
1939年のチェコ解体、独立スロバキア成立に伴い、18両がスロバキア軍に接収された。スロバキア成立早々のハンガリーとの紛争で1両がハンガリー軍に鹵獲されてしまったが、残る車輌は次第に消耗しつつもポーランド侵攻やソ連侵攻に使用された。戦争中盤以降は流石に旧式化は否めず、1944年1月、偵察任務用の代替車輌として、ドイツ製のII号戦車が導入された。
ほか、ドイツ軍でも若干が警備部隊で使用された。

## 参考資料
- Charles Kliment, Bretislav Nakládal, "GERMANY'S FIRST ALLY - ARMED FORCES OF THE SLOVAK STATE 1939-1945", Schiffer Publishing Ltd., 1997